# Elsaß-Lothringische G 8.1
Die elsaß-lothringische G 8.1 war eine Heißdampf-Güterzuglokomotive mit vier angetriebenen Achsen nach dem Vorbild der preußischen G 8.1. Zu dieser gab es keine Bauartunterschiede. Die Reichseisenbahnen in Elsaß-Lothringen erhielten in den Jahren von 1913 bis 1919 insgesamt 137 G 8.1, von denen elf von Henschel und der Rest von Grafenstaden gebaut worden waren.
Nach dem Ersten Weltkrieg blieben zehn Lokomotiven in Deutschland und erhielten später bei der Deutschen Reichsbahn die Nummern 55 2946, 3338–3340, 4275–4279 und 4285. Eine weitere kam 1935 zusammen mit den G 8.1 des Saargebiets als 55 5665 zur Reichsbahn. Es blieben nach Kriegsende 72 preußische G 8.1 in Elsaß-Lothringen stehen, die in den Bestand der AL, der Nachfolgerin der Reichseisenbahnen, aufgenommen wurden. Dazu kamen noch weitere 138 preußische G 8.1 aus Reparationsabgaben. Einige Lokomotiven wurden an die französische Ostbahn und die algerische Staatsbahn weitergegeben. Die SNCF übernahm die G 8.1 als Reihe 040-D. Als letzte G 8.1 in Frankreich wurde die 040-D-260 im Jahr 1966 ausgemustert.
Die Fahrzeuge waren mit Schlepptendern der Bauart pr 3 T 16,5  ausgestattet.